# Заборье (Киевская область)
Забо́рье (укр. Забір’я) — село городского типа, входит в Фастовский район (до 2020 года в Киево-Святошинский район) Киевской области Украины.
Население по переписи 2001 года составляло 1767 человек. Почтовый индекс — 08145. Телефонный код — 4598. Занимает площадь 2,363 км².

## Известные уроженцы
- Грисюк, Антон Степанович — Герой Советского Союза.

## Местный совет
Село городского типа — административный центр Заборского сельского совета.
Адрес местного совета: 08145, Киевская обл., Киево-Святошинский р-н, с. Заборье, ул. Гончаренко, 11.